# Kasandra (półwysep)

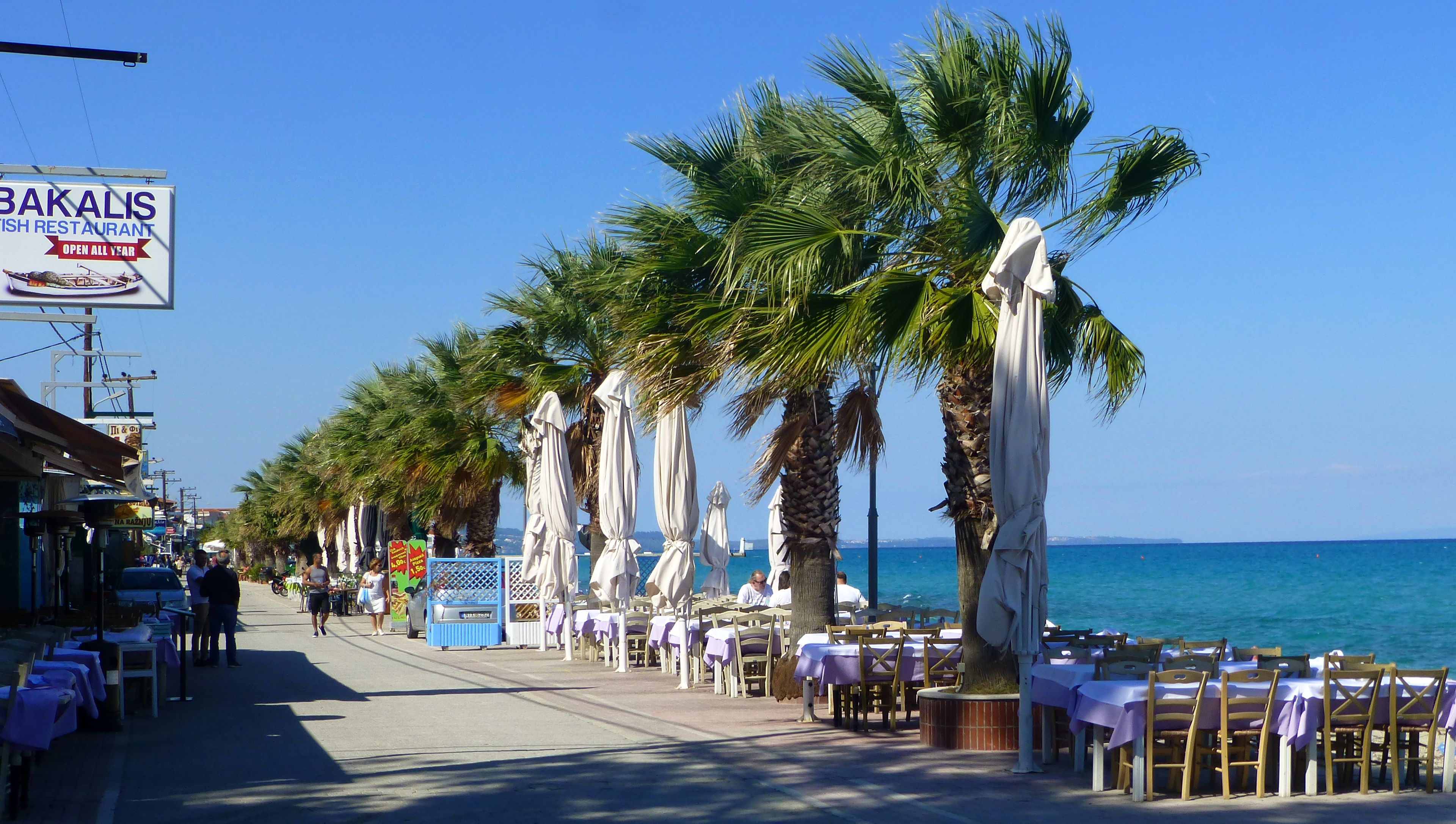
Promenada w Pefkochori

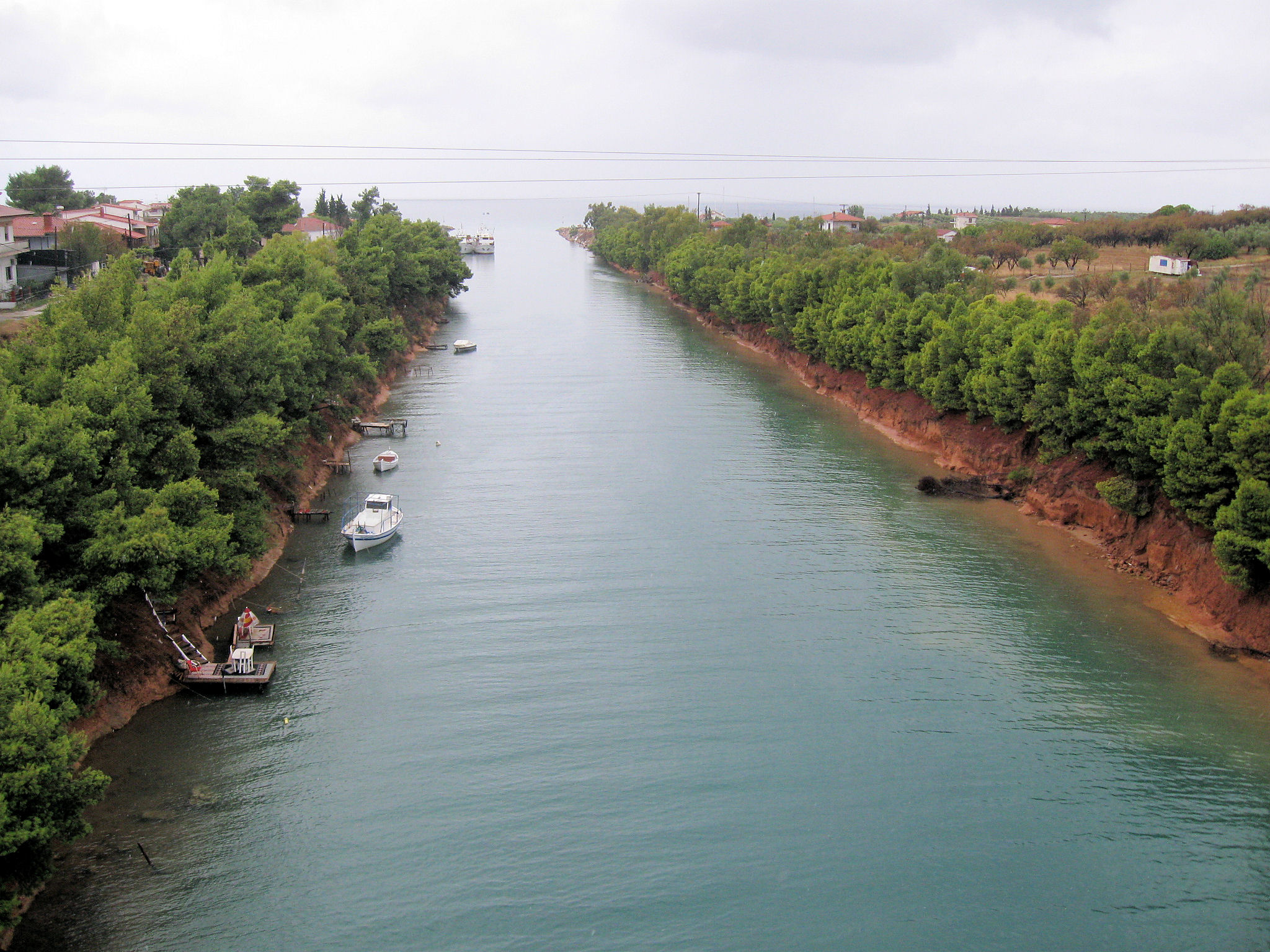
Kanał Potidea oddzielający Kasandrę od reszty Półwyspu Chalcydyckiego

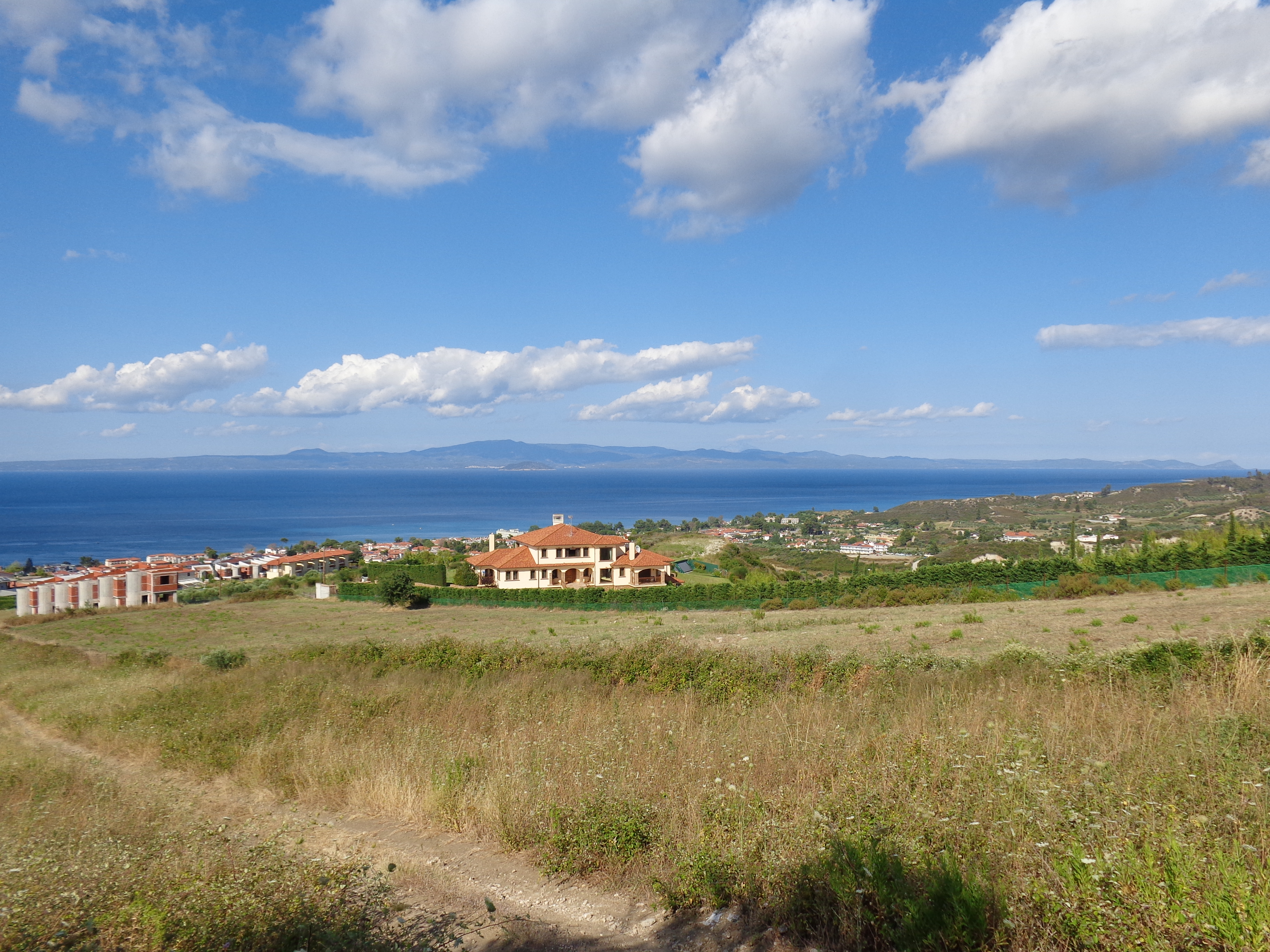
Widok na Chaniotis z Zatoką Kasandryjską i Sithonią w tle

Kasandra (gr. Χερσόνησος Κασσάνδρας, trl. Chersónīsos tīs Kassándras, trb. Chersonisos tis Kasandras) – półwysep w północnej Grecji, wysunięty najbardziej na zachód spośród trzech, charakterystycznych „palców” większego Półwyspu Chalcydyckiego, obok Sithonii i Athos. Większość półwyspu administracyjnie należy do gminy Kasandra, jedynie część północna, leżąca u jego nasady znajduje się w gminie Nea Propondida.

## Geografia
Półwysep de facto jest wyspą, odkąd przecina go u nasady Kanał Potidea, przez który biegnie jeden podwójny most. Kasandrę od położonej na wschodzie Sithonii oddziela Zatoka Kasandryjska (Toronejska), a od położonej na zachodzie głównej masy lądu kontynentalnej Grecji z widocznym z półwyspu Olimpem – Zatoka Termajska. Jest to najmniejszy i zdecydowanie najmniej zróżnicowany topograficznie „palec” Chalkidików. Najwyższe wzniesienia nieznacznie przekraczają 300 m n.p.m. Jest za to najgęściej zaludnionym i najchętniej odwiedzanym przez turystów spośród trzech z cyplów. Długie, piaszczyste plaże i liczne kurorty zapewniają dogodną bazę do letniego wypoczynku.

### Miejscowości Kasandry
- Afytos
- Agia Paraskevi
- Chaniotis
- Fourka
- Kalandra
- Kallithea
- Kasandria
- Kasandrino
- Kryopigi
- Nea Fokaia
- Nea Skioni
- Paliouri
- Pallini
- Pefkochori
- Polychrono

## Historia

### Mitologia i etymologia
Choć powstanie nietypowego, trójpalczastego zakończenia Chalkidików starożytni Grecy tłumaczyli walką Zeusa i innych bogów olimpijskich z gigantami (gigantomachia), w starożytności półwysep nosił nazwę po trackiej księżniczce Pallene, córce Sitona od którego nazwę do dziś nosi sąsiedni półwysep Sithonia. Nazwa Kasandra pochodzi natomiast od macedońskiego króla Kassandra, który u nasady półwyspu założył miasto Kasandrię. Stało się ono najważniejszym ośrodkiem miejskim i portem Chalkidików epoki hellenistycznej.

### Czasy starożytne
Pallene, tak jak i cała Chalkidyka już od VIII w. p.n.e. była kolonizowana przez Greków, zwłaszcza Jonów. Na półwyspie powstały wówczas takie miasta jak Skione, Mende, Neapolis czy Potideja. W czasach wojen perskich ludność Pallene została podbita przez króla Kserksesa (480 r. p.n.e.), ale po zwycięstwie Greków pod Salaminą doszło do buntu i usunięcia perskiej okupacji. W czasie wojny peloponeskiej polis Pallene, tak jak pozostałem miejscowości Chalkidyków poparły Ateński Związek Morski, choć w Potidei wybuchł bunt przeciw ateńskiej hegemonii. Po klęsce Aten w wojnie peloponeskiej (404 r. p.n.e.) 32 miasta Chalkidyków, w tym polis z Pallene założyły pod przewodnictwem Olintu związek chalcydycki, ale już w 379 r. p.n.e. został on rozwiązany na rozkaz Sparty, która wówczas sprawowała w Grecji hegemonię. Miasta Pallene stały się więc łatwym łupem rosnącej potęgi macedońskiej i zostały włączone przez Filipa II do królestwa Macedonii (348 r. p.n.e.), w którym pozostały aż do upadku Macedonii i włączenia jej do republiki rzymskiej prawie dwa wieki później (168 r. p.n.e.). To za panowania macedońskiego na miejscu dawnej Potidei król Kassander założył miasto i port Kasandrię, od którego zaczęto Kasandrą nazywać cały półwysep. Planował też przekopać kanał, by miasto mogło mieć dwa połączone ze sobą porty. Następca Kasandra, Filip V uczynił Kasandrię główną bazą dla swojej floty. Po upadku Macedonii Kasandra i cały region stracił na znaczeniu i zaczął się wyludniać. 
U schyłku starożytności Kasandra, jak i cała Grecja znalazły się w obrębie Cesarstwa Wschodniorzymskiego (Bizantyńskiego). Cierpiała od kolejnych najazdów ludów barbarzyńskich: Germanów, Hunów, a później również Słowian i Bułgarów. Port w Kasandrii upadł ostatecznie po jednym z najazdów słowiańsko-bułgarskich w 540 r. n.e., za panowania cesarza Justyniana I. Po tym wydarzeniu Justynian nakazał wybudować mur strzegący wejścia na półwysep.

### Średniowiecze
Pomimo kolejnych najazdów słowiańskich Kasandra aż do XIII wieku pozostawała grecka. Nowy okres zamętu zaczął się od IV wyprawy krzyżowej, w wyniku której krzyżowcy z Zachodu zdobyli Konstantynopol (1204). Na terenie dawnego Bizancjum powstał wówczas szereg państw łacińskich. Kasandra znalazła się początkowo pod panowaniem Królestwa Tesaloniki (1204-1224), potem wróciła pod panowanie Greków z Epiru, przejściowo znalazła się pod zwierzchnictwem Bułgarii, by w końcu wrócić pod władzę odrodzonego Cesarstwa Bizantyńskiego (1261). Bizancjum wkrótce jednak popadło w coraz ostrzejszy kryzys zagrożone przez coraz silniejszy napór Turków w Azji, spiski i roszczenia łacinników, łupieżcze wyprawy Bułgarów i Serbów i wewnętrzne walki dynastyczne. W takich okolicznościach w 1307 roku Kasandrię zajęła zbuntowana, najemna Kompania Katalońska i stąd przez rok niszczyła ziemie Macedonii łupiąc między innymi klasztory na Athos i próbując zdobyć Tessalonikę, po czym opuściła półwysep ruszając na południe w głąb Grecji.. Po tych wydarzeniach Kasandra opisana została przez ówczesnego historyka Nicefora Gregorasa jako w zasadzie opuszczona. Wkrótce znalazła się pod panowaniem tureckim, gdy Turcy zdobyli w 1387 roku Tessalonikę, choć na krótko wróciła w ręce bizantyjskie po klęsce Turków w bitwie pod Ankarą i wojnie domowej między synami pojmanego tam sułtana (1403). Wkrótce jednak nacisk turecki się zwiększył i ówczesny zarządca Salonik, Jan VII Paleolog zarządził odbudowę dawnych murów Justyniana u wejściu na Kasandrę. Siły greckie były jednak niewystarczające by utrzymać Tesaloniki i Kasandrę dlatego Bizancjum oddało je pod władzę Wenecjan. Ci mimo możliwości zaopatrywania enklawy ze strony morza nie utrzymali długo nowych nabytków i ulegli armii sułtana Murada II (1430). Na prawie 500 lat Chalkidyka i Kasandra znalazły się pod tureckim panowaniem.

### Czasy nowożytne i współczesne
Gdy w 1821 roku wybuchło w Grecji powstanie i rozpoczęła się grecka wojna o niepodległość, ludność Chalkidików dołączyła do rebelii. Armie tureckie musiały najpierw spacyfikować północną Grecję, zanim mogły ruszyć przeciwko głównym ośrodkom powstania na południu. Choć obrońcy odnowili stare, bizantyjskie fortyfikacje i wycofali się za przekopany ponownie kanał, Kasandra została zdobyta i całkowicie zniszczona. Ocalała ludność uciekła na łodziach rybackich i osiedliła się na wyspach Skiatos, Skopelos, Alonisos i Eubea. Przez ponad 30 lat półwysep pozostawał niezamieszkały. Gdy w 1832 roku wreszcie Turcy uznali niepodległą Grecję Kasandra nie znalazła się w nowo powstałym państwie. Od połowy XIX wieku powoli ponownie zasiedlana, znalazła się pod kontrolą grecką w toku I wojny bałkańskiej (październik 1912) i ostatecznie weszła w skład Grecji rok później, na mocy traktatu londyńskiego (1913).
Zaludnienie półwyspu znacząco wzrosło po 1923 roku, gdy Chalkidiki zasiedlili greccy uchodźcy z Anatolii po katastrofie wojsk greckich w wojnie grecko-tureckiej (1919–1922). Powstało wówczas 27 nowych wiosek i osiedli, a rozwój gospodarczy Kasandry znacząco przyspieszył. W 1930 roku otwarto na nowo przekopany Kanał Potidea, który ułatwił żeglugę między Salonikami a wschodnimi osadami Kasandry. Po ciężkich latach okupacji niemieckiej w czasie II wojny światowej (1941-1944) oraz wojnie domowej (1946-49), w drugiej połowie XX wieku Kasandra zaczęła się rozwijać gospodarczo. Półwysep połączono z resztą kraju w 1970 roku, gdy zbudowano pierwszą nitkę mostu drogowego, łącząc tym samym Kasandrę z Salonikami i resztą kraju. Powstanie połączenia drogowego spowodowało szybki rozwój turystyki w latach 70. i 80. XX wieku, zwłaszcza wzdłuż wschodnich plaż półwyspu. Pod koniec wieku turystyka stała się główną gałęzią lokalnej gospodarki wypierając dotychczasowe zajęcia: rolnictwo i rybołówstwo. Na początku XXI wieku most nad kanałem doczekał się drugiej nitki znacząco poprawiając przepustowość ruchu z i na Kasandrę. w 2006 roku wnętrze półwyspu nawiedziły szczególnie dotkliwe pożary niszcząc roślinność, w tym lasy piniowe i część zabudowań położonych w głębi lądu.